# Bande di frequenze 5G NR
Le bande di frequenze 5G NR sono suddivise in due gruppi differenti. Il primo gruppo è denominato Frequency Range 1 (Gamma di frequenze 1, FR1) che comprende le bande di frequenza inferiori a 6 GHz, di cui alcune già utilizzate da standard precedenti ma estese per coprire nuove porzioni di spettro tra  410 MHz e 7125 MHz. Il secondo gruppo è denominato Frequency Range 2 (Gamma di frequenze 2, FR2) che comprende la fascia di frequenze comprese tra 24.25 GHz e 52.6 GHz (onde millimetriche o mmWave) che possiedono una portata inferiore ma consentono un'ampiezza di banda disponibile più ampia rispetto alle bande del gruppo FR1.

## Bande di frequenza e ampiezza del canale
Le tabelle seguenti riportano l'elenco delle bande di frequenza e relative ampiezze di canale dello standard 5G NR secondo la Release-16 dello standard tecnico 3GPP (TS 38.101).
Le bande NR sono identificate dal prefisso "n"; in caso di sovrapposizione con le bande già usate in 4G LTE, il numero della banda è comune.

### Frequency Range 1
| Banda                                                            | Modalità duplex | ƒ (MHz)  | Nome comune                  | Sottoinsieme della banda | Uplink (MHz) | Downlink (MHz) | Spaziatura duplex (MHz) | Ampiezza del canale (MHz)                       |
| ---------------------------------------------------------------- | --------------- | -------- | ---------------------------- | ------------------------ | ------------ | -------------- | ----------------------- | ----------------------------------------------- |
| n1                                                               | FDD             | 2100     | IMT                          | n65                      | 1920 – 1980  | 2110 – 2170    | 190                     | 5, 10, 15, 20                                   |
| n2                                                               | FDD             | 1900     | PCS                          | n25                      | 1850 – 1910  | 1930 – 1990    | 80                      | 5, 10, 15, 20                                   |
| n3                                                               | FDD             | 1800     | DCS                          |                          | 1710 – 1785  | 1805 – 1880    | 95                      | 5, 10, 15, 20, 25, 30                           |
| n5                                                               | FDD             | 850      | CLR                          |                          | 824 – 849    | 869 – 894      | 45                      | 5, 10, 15, 20                                   |
| n7                                                               | FDD             | 2600     | IMT‑E                        |                          | 2500 – 2570  | 2620 – 2690    | 120                     | 5, 10, 15, 20, 25, 30, 40, 50                   |
| n8                                                               | FDD             | 900      | GSM esteso                   |                          | 880 – 915    | 925 – 960      | 45                      | 5, 10, 15, 20                                   |
| n12                                                              | FDD             | 700      | SMH inferiore                |                          | 699 – 716    | 729 – 746      | 30                      | 5, 10, 15                                       |
| n14                                                              | FDD             | 700      | SMH superiore                |                          | 788 – 798    | 758 – 768      | −30                     | 5, 10                                           |
| n18                                                              | FDD             | 850      | 800 inferiore (Giappone)     |                          | 815 – 830    | 860 – 875      | 45                      | 5, 10, 15                                       |
| n20                                                              | FDD             | 800      | Dividendo digitale (Europa)  |                          | 832 – 862    | 791 – 821      | −41                     | 5, 10, 15, 20                                   |
| n25                                                              | FDD             | 1900     | PCS esteso                   |                          | 1850 – 1915  | 1930 – 1995    | 80                      | 5, 10, 15, 20, 25, 30, 40                       |
| n28                                                              | FDD             | 700      | APT                          |                          | 703 – 748    | 758 – 803      | 55                      | 5, 10, 15, 20                                   |
| n29                                                              | SDL             | 700      | SMH inferiore                |                          | N.D.         | 717 – 728      | N.D.                    | 5, 10                                           |
| n30                                                              | FDD             | 2300     | WCS                          |                          | 2305 – 2315  | 2350 – 2360    | 45                      | 5, 10                                           |
| n34                                                              | TDD             | 2100     | IMT                          |                          | 2010 – 2025  | 2010 – 2025    | N.D.                    | 5, 10, 15                                       |
| n38                                                              | TDD             | 2600     | IMT‑E                        | n41, n90                 | 2570 – 2620  | 2570 – 2620    | N.D.                    | 5, 10, 15, 20, 40                               |
| n39                                                              | TDD             | 1900     | DCS–IMT Gap                  |                          | 1880 – 1920  | 1880 – 1920    | N.D.                    | 5, 10, 15, 20, 25, 30, 40                       |
| n40                                                              | TDD             | 2300     | Banda S                      |                          | 2300 – 2400  | 2300 – 2400    | N.D.                    | 5, 10, 15, 20, 25, 30, 40, 50, 60, 80           |
| n41                                                              | TDD             | 2500     | BRS                          | n90                      | 2496 – 2690  | 2496 – 2690    | N.D.                    | 10, 15, 20, 30, 40, 50, 60, 80, 90, 100         |
| n48                                                              | TDD             | 3500     | CBRS (USA)                   |                          | 3550 – 3700  | 3550 – 3700    | N.D.                    | 5, 10, 15, 20, 40, 50, 60, 80, 90, 100          |
| n50                                                              | TDD             | 1500     | Banda L (Europa)             |                          | 1432 – 1517  | 1432 – 1517    | N.D.                    | 5, 10, 15, 20, 30, 40, 50, 60, 80               |
| n51                                                              | TDD             | 1500     | Estensione Banda L (Europa)  |                          | 1427 – 1432  | 1427 – 1432    | N.D.                    | 5                                               |
| n65                                                              | FDD             | 2100     | IMT esteso                   |                          | 1920 – 2010  | 2110 – 2200    | 190                     | 5, 10, 15, 20                                   |
| n66                                                              | FDD             | 1700     | AWS esteso                   |                          | 1710 – 1780  | 2110 – 2200    | 400                     | 5, 10, 15, 20, 25, 30, 40                       |
| n70                                                              | FDD             | 2000     | AWS‑4                        |                          | 1695 – 1710  | 1995 – 2020    | 300                     | 5, 10, 15, 20, 25                               |
| n71                                                              | FDD             | 600      | Dividendo digitale (USA)     |                          | 663 – 698    | 617 – 652      | −46                     | 5, 10, 15, 20                                   |
| n74                                                              | FDD             | 1500     | Banda L inferiore (USA)      |                          | 1427 – 1470  | 1475 – 1518    | 48                      | 5, 10, 15, 20                                   |
| n75                                                              | SDL             | 1500     | Banda L (Europa)             |                          | N.D.         | 1432 – 1517    | N.D.                    | 5, 10, 15, 20, 25, 30, 40, 50                   |
| n76                                                              | SDL             | 1500     | Banda L estesa (Europa)      |                          | N.D.         | 1427 – 1432    | N.D.                    | 5                                               |
| n77                                                              | TDD             | 3700     | Banda C                      |                          | 3300 – 4200  | 3300 – 4200    | N.D.                    | 10, 15, 20, 25, 30, 40, 50, 60, 70, 80, 90, 100 |
| n78                                                              | TDD             | 3500     | Banda C                      | n77                      | 3300 – 3800  | 3300 – 3800    | N.D.                    | 10, 15, 20, 25, 30, 40, 50, 60, 70, 80, 90, 100 |
| n79                                                              | TDD             | 4700     | Banda C                      |                          | 4400 – 5000  | 4400 – 5000    | N.D.                    | 40, 50, 60, 80, 100                             |
| n80                                                              | SUL             | 1800     | DCS                          |                          | 1710 – 1785  | N.D.           | N.D.                    | 5, 10, 15, 20, 25, 30                           |
| n81                                                              | SUL             | 900      | GSM esteso                   |                          | 880 – 915    | N.D.           | N.D.                    | 5, 10, 15, 20                                   |
| n82                                                              | SUL             | 800      | Dividendo digitale (Europa)  |                          | 832 – 862    | N.D.           | N.D.                    | 5, 10, 15, 20                                   |
| n83                                                              | SUL             | 700      | APT                          |                          | 703 – 748    | N.D.           | N.D.                    | 5, 10, 15, 20                                   |
| n84                                                              | SUL             | 2100     | IMT                          |                          | 1920 – 1980  | N.D.           | N.D.                    | 5, 10, 15, 20                                   |
| n86                                                              | SUL             | 1700     | AWS esteso                   |                          | 1710 – 1780  | N.D.           | N.D.                    | 5, 10, 15, 20, 40                               |
| n89                                                              | SUL             | 850      | CLR                          |                          | 824 – 849    | N.D.           | N.D.                    | 5, 10, 15, 20                                   |
| n90                                                              | TDD             | 2500     | BRS                          |                          | 2496 – 2690  | 2496 – 2690    | N.D.                    | 10, 15, 20, 30, 40, 50, 60, 80, 90, 100         |
| n91                                                              | FDD             | 800 1500 | DD (Europa) Banda L (Europa) |                          | 832 – 862    | 1427 – 1432    | 570 – 595               | 5, 10                                           |
| n92                                                              | FDD             | 800 1500 | DD (Europa) Banda L (Europa) |                          | 832 – 862    | 1432 – 1517    | 600 – 660               | 5, 10, 15, 20                                   |
| n93                                                              | FDD             | 900 1500 | GSM esteso Banda L (Europa)  |                          | 880 – 915    | 1427 – 1432    | 527 – 547               | 5, 10                                           |
| n94                                                              | FDD             | 900 1500 | GSM esteso Banda L (Europa)  |                          | 880 – 915    | 1432 – 1517    | 532 – 632               | 5, 10, 15, 20                                   |
| n95                                                              | SUL             | 2100     | IMT                          |                          | 2010 – 2025  | N.D.           | N.D.                    | 5, 10, 15                                       |
| Banda                                                            | Modalità duplex | ƒ (MHz)  | Nome comune                  | Sottoinsieme della banda | Uplink (MHz) | Downlink (MHz) | Spaziatura duplex (MHz) | Ampiezza del canale (MHz)                       |
| Note: 1. 2. 3. 4. 5. 6. 7. 8. 9. 10. 11. 12. 13. 14. 15. 16. 17. |                 |          |                              |                          |              |                |                         |                                                 |

### Frequency Range 2
| Banda    | ƒ (GHz) | Nome comune | Sottoinsieme della banda | Uplink / Downlink (GHz) | Ampiezza del canale (MHz) |
| -------- | ------- | ----------- | ------------------------ | ----------------------- | ------------------------- |
| n257     | 28      | LMDS        |                          | 26.50 – 29.50           | 50, 100, 200, 400         |
| n258     | 26      | Banda K     |                          | 24.25 – 27.50           | 50, 100, 200, 400         |
| n259     | 41      | Banda V     |                          | 39.50 – 43.50           | 50, 100, 200, 400         |
| n260     | 39      | Banda Ka    |                          | 37.00 – 40.00           | 50, 100, 200, 400         |
| n261     | 28      | Banda Ka    | n257                     | 27.50 – 28.35           | 50, 100, 200, 400         |
| Banda    | ƒ (GHz) | Nome comune | Sottoinsieme della banda | Uplink / Downlink (GHz) | Ampiezza del canale (MHz) |
| Note: 1. |         |             |                          |                         |                           |